# Puerto Plata

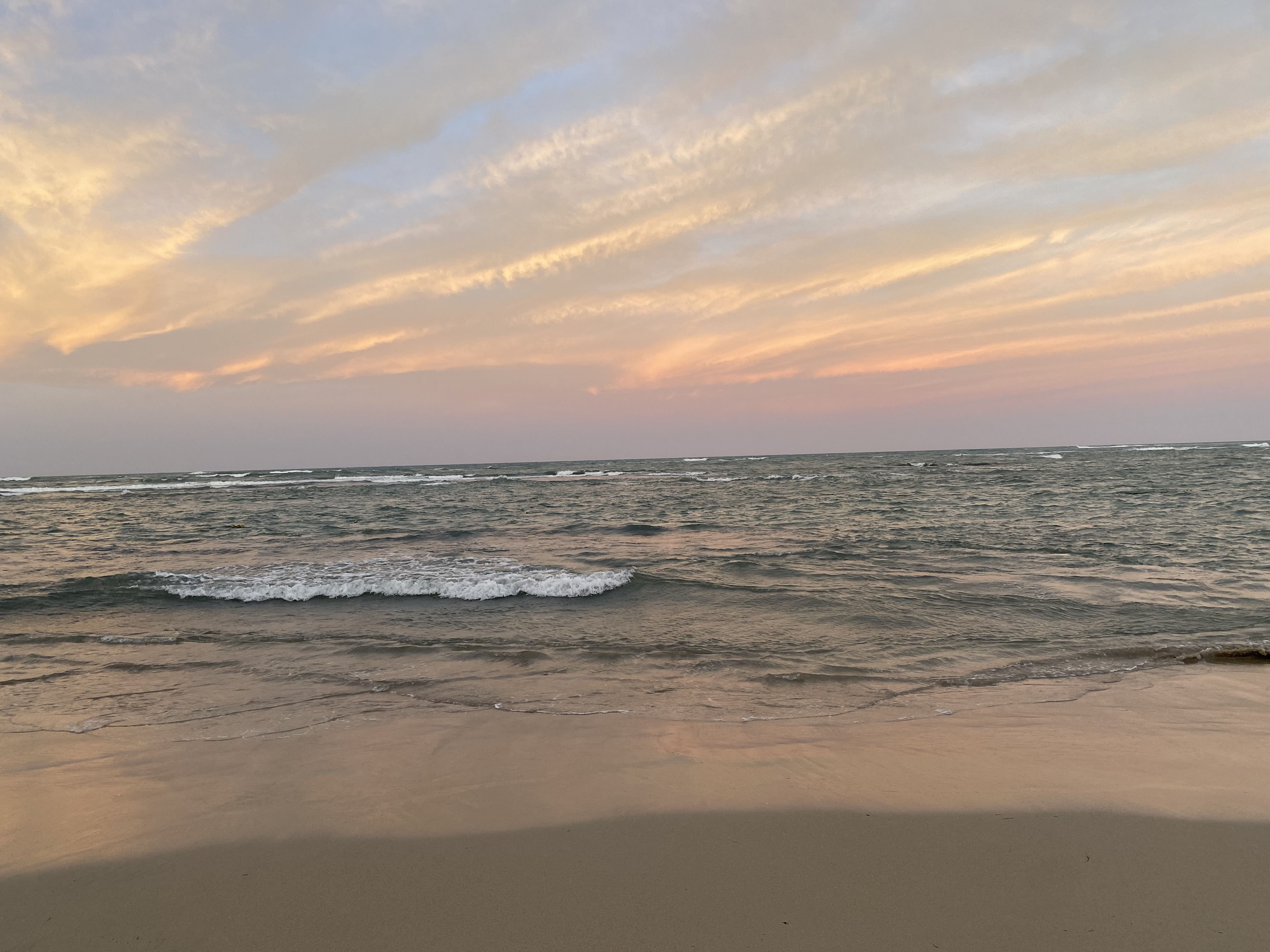
Coucher de soleil à Puerto Plata à Playa Dorada (2024).

San Felipe de Puerto Plata, est une ville et un port de la côte nord-ouest (côte d'Ambre) de la République dominicaine, chef-lieu de la province de Puerto Plata. Sa population compte près de 300 000 habitants.
C'est un des plus importants ports de commerce du pays. La ville possède également un aéroport international, nommé Aéroport international Gregorio-Luperón (code IATA : POP).

## Historique

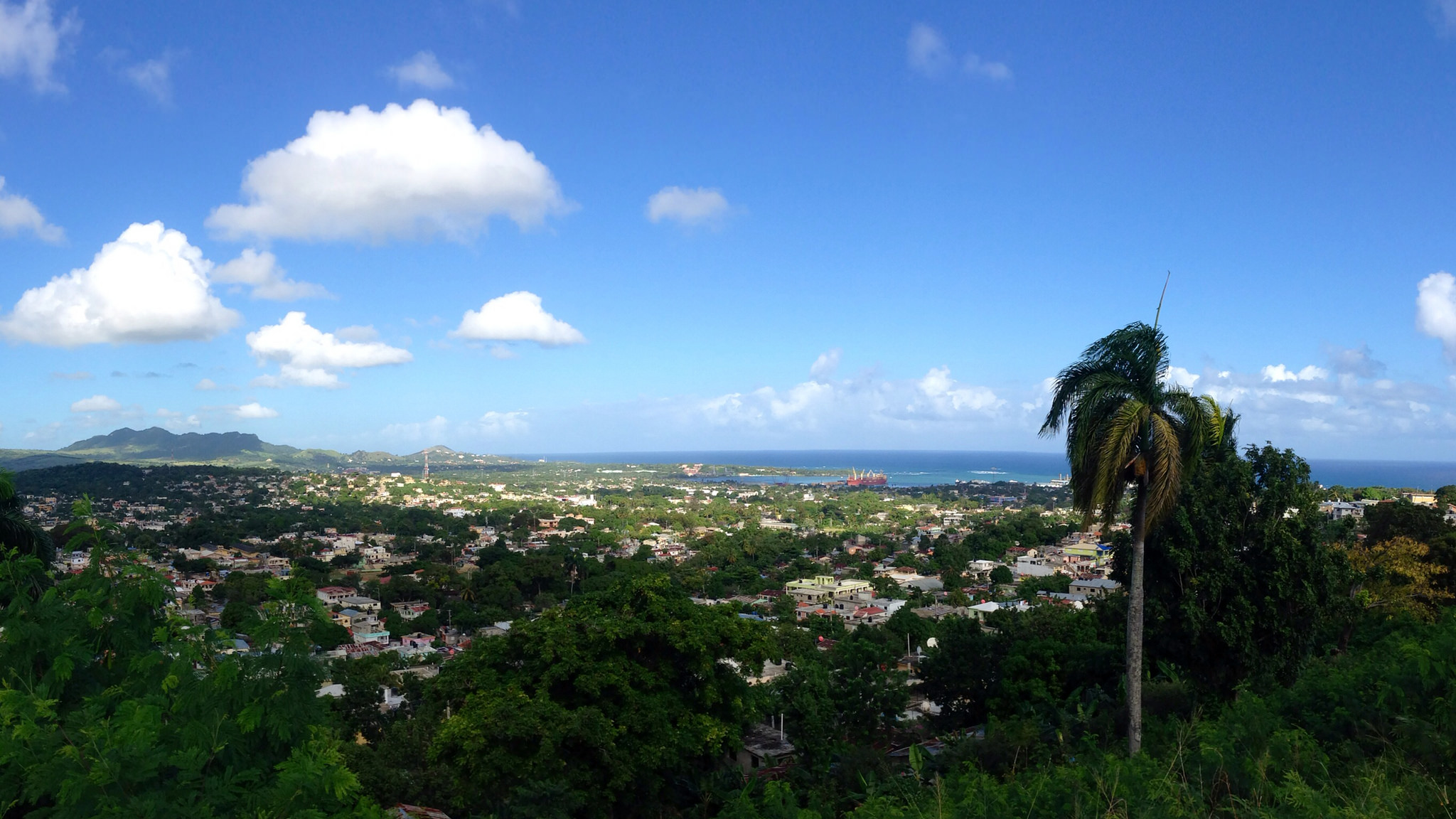
Port de Puerto Plata vu des hauteurs de la ville (2014).

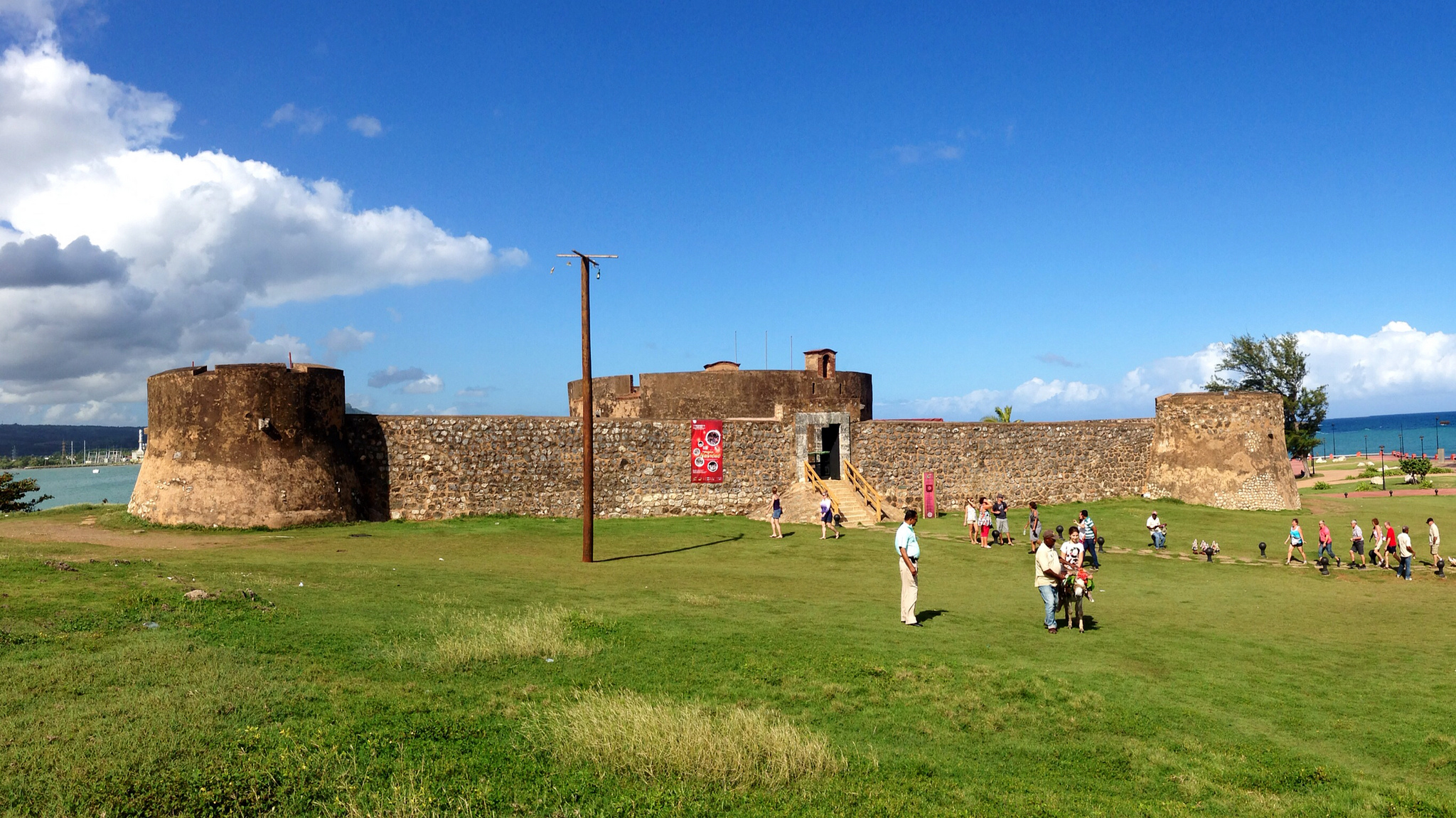
Fort de Puerto Plata.

Puerto Plata, littéralement le Port d'Argent, doit son nom à Christophe Colomb lui-même, qui l'aurait ainsi appelée à cause du reflet argenté de ses flots, lorsqu'il fut en vue de cette côte en janvier 1493.
En 1496, Bartolomeo Colomb y fit ériger une colonie, la deuxième du Nouveau Monde. Mais la fondation officielle de Puerto Plata date de 1502 sous le mandat de Nicolás de Ovando, gouverneur de l'Hispaniola de l'époque. Soucieux d'avoir un port sur la côte nord de l'île, il obtint le droit de cité ainsi que des armoiries du roi d'Espagne Ferdinand le Catholique. De Puerto Plata partent alors pour l'Espagne de grandes quantités d'or, de sucre, tabac, café, gingembre et bois.
En avril 1563, cette colonie espagnole devint tristement célèbre lorsque le marchand d'esclaves anglais, sir John Hawkins y amena 400 esclaves capturés dans la Sierra Leone. Hawkins échangea ses victimes avec les Espagnols contre des perles, du cuir, du sucre et de l'or. Comme la population locale ne suffisait plus pour l'extraction minière et le travail dans les plantations, les Espagnols capturaient dès 1503 les esclaves en Afrique. Mais cet épisode fut le début de la participation britannique dans la traite des Noirs, où 20 millions de personnes furent contraintes à l'esclavage.
Au fil des ans, ce port mal surveillé par les troupes Espagnoles devint un des hauts lieux des Antilles pour la contrebande par les boucaniers, les pirates et les flibustiers des Caraïbes qui, de là, organisaient des expéditions de pillage à l'intérieur des terres jusqu'à Santiago.
En 1577, on y construit le fort San Felipe pour protéger la ville des pirates et des corsaires britanniques, néerlandais ou français. Le fort n'ayant pas permis de sécuriser suffisamment la ville, les Espagnols le rasent en 1606. Les habitants émigrent vers l'intérieur des terres et la ville est alors plus ou moins abandonnée aux pirates.
Ce n'est que vers 1746, grâce à des familles espagnoles originaires des îles Canaries, qu'on assiste à la renaissance de la ville et que son port redevient un lieu important de transbordement de marchandises. C'est pour cette raison qu'une ligne ferroviaire fut construite. De nombreux consulats étaient alors représentés à Puerto Plata et la vie culturelle se développa.
En 1863, pendant la guerre de restauration dominicaine, la ville fut de nouveau complètement rasée. À partir de 1865, l'actuelle ville a commencé à être reconstruite et cela explique le style victorien d'une grande partie de son architecture.
Sous la dictature Trujillo qui désirait avoir tout cela près de chez lui dans la Ciudad Trujillo, comme il avait rebaptisé Saint-Domingue, les consulats furent priés de venir s'installer dans sa ville, ce qui amena de nombreux commerçants à déménager dans le sud du pays. Pendant ce temps, l'emplacement du fort San Felipe sert de pénitencier (il abrite aujourd'hui un musée sur l'histoire de la ville).
Puerto Plata redevint donc une tranquille petite ville de province jusque dans le milieu des années 1980 où le tourisme l'atteint. Aujourd'hui, Puerto Plata compte près de 300 000 habitants (contre 85 000 en 1993 et 145 000 en 2002), ce qui fait d'elle la troisième ville en importance de la République dominicaine.

## Économie
La municipalité de San Felipe de Puerto Plata vit principalement de l'agro-industrie et du tourisme, ce qui en fait un contributeur majeur à la croissance économique de l'ensemble du pays. D'autres formes de revenus et de développement économique se font par la gestion des ports, la construction navale, la pêche et le textile. Le port a un impact significatif dans l'économie nationale et provinciale et reçoit fréquemment des cargos et des navires de croisière sous tout pavillon. Le port exporte une grande variété de marchandises, notamment les produits agricoles (sucre, banane, café, cacao), de l'ambre dominicain et des produits manufacturés fabriqués à bas coût dans les zones franches de la région.

## Tourisme
La ville est célèbre pour ses stations balnéaires telles que la playa Dorada et la costa Dorada, située à l'est de San Felipe de Puerto Plata. Il y a un total de 100 000 lits d'hôtel dans la ville.
Le seul téléphérique dans les Caraïbes est situé à Puerto Plata. Avec lui, on peut monter jusqu'au sommet du mont Isabel de Torres situé à 793 mètres dans la ville. Le sommet de la montagne dispose d'un jardin botanique et une réplique du Christ Rédempteur, célèbre statue de Rio de Janeiro.
Le musée de l'ambre est aussi une attraction bien connue dans cette ville. On y explique la formation de l'ambre dominicain et d'une gemme récemment découverte à St-Domingue et en Italie, le larimar.
La Province de Puerto Plata a plusieurs lieux d’intérêt, par exemple :
- La côte d'Ambre,
- La Isabela, deuxième colonie fondée par Christophe Colomb en Hispaniola,
- San Felipe de Puerto Plata,
- Les ruines de la forteresse de San Felipe,
- Sosúa,
- La lagune Gri-Gri,
- Cabarete,
- Loma Isabel de Torres,
- La cathédrale de l'apôtre San Felipe.

## Personnalités liées à Puerto Plata

### Naissances
- Tony Abreu (1984-), joueur de baseball,
- Tony Batista (1973-), joueur de baseball,
- Abel De Los Santos (1992-), joueur de baseball,
- Lisvel Elisa Eve (1991-), joueuse de volley-ball,
- Erik González (1993-), joueur de baseball,
- Al Horford (1986-), basketteur,
- Víctor Marte (1980-), joueur de baseball,
- Carlos Martínez (1991-), joueur de baseball,
- Ramón Ramírez, joueur de baseball,
- Edgar Santana (1991-), joueur de baseball,
- Georges Sylvain (1866-1925), écrivain, poète, avocat et diplomate haïtien,
- Oscar Taveras (1992-2014), joueur canado-dominicain de baseball,
- Wilfrido Vargas (1949-), musicien et compositeur.

### Décès
- Hans Hölzel (1957-1998), chanteur autrichien.

## Galerie
|  |  |